# Estadio Alcazar
El Estadio Alcazar es un estadio multiusos ubicado dentro del National Sports Complex of Larissa en Grecia. Actualmente es la sede del equipo sub-20 del AE Larissa FC desde 2015.

## Historia
Fue inaugurado en 1932 y ha pasado por cuatro renovaciones, cuenta con capacidad para más de 13000 espectadores y anteriormente era conocido como National Stadium "Olympic Winner Crown Prince Constantine".
Fue la sede del AE Larissa FC en tres periodos entre 1965 y 2023 y del Apollon Larissa en la temporada 2017/18.